# Afrocoelichneumon subflavus
Afrocoelichneumon subflavus är en stekelart som beskrevs av Heinrich 1938. Afrocoelichneumon subflavus ingår i släktet Afrocoelichneumon och familjen brokparasitsteklar. Inga underarter finns listade i Catalogue of Life.